# يرزان كازيخانوف
يرزان كازيخانوف (بالكازاخية: Ержан Қазыханов)، هو سياسي كازاخي من مواليد 21 أغسطس 1964 في ألماتي. كازيخانوف هو وزير خارجية كازاخستان من 11 أبريل 2011 إلى 28 سبتمبر عام 2012.